# Левин, Юрий Давидович
Ю́рий Дави́дович Ле́вин (1920—2006) — советский и российский литературовед и переводчик, доктор филологических наук. Специалист в области международных связей русской литературы (преимущественно русско-английских), истории перевода в России. Член Союза писателей СССР (1984), почётный доктор Оксфордского университета (1988), член-корреспондент Британской академии (1993).

## Биография и научная деятельность
Родился в семье завхоза издательства «Всемирная литература» Давида Самуиловича Левина (1891—1928). В 1941 году окончил английское отделение филологического факультета ЛГУ.
В начале Великой Отечественной войны ушёл добровольцем в народное ополчение, служил во фронтовых подразделениях до окончания войны. Был ранен, награждён боевыми орденами и медалями.
После войны окончил аспирантуру в ЛГУ (1949). Ученик академика М. П. Алексеева. В 1951 году защитил кандидатскую диссертацию по творчеству Джорджа Крабба. С 1948 года работал редактором издательства ЛГУ, в 1953—1956 годах преподавал английский язык в Институте инженеров водного транспорта.
С 1956 года работал в Секторе (Отделе) взаимосвязей русской литературы с зарубежными Института русской литературы. Защитил докторскую диссертацию «Шекспир в русской литературе XIX века» (1969), избран заместителем председателя Шекспировской комиссии Академии наук.
Жена — старший редактор ленинградского отделения издательства «Советский писатель» Минна Исаевна Дикман (1919—1989).

## Основные работы
Книги
- Оссиан в русской литературе: Конец XVIII — первая треть XIX вв. / Отв. ред. М. П. Алексеев. Академия наук СССР. Институт русской литературы (Пушкинский Дом). — Л.: Наука. Ленингр. отд-ние, 1980. — 208, [4] с. — 7550 экз.
- Русские переводчики XIX в. и развитие художественного перевода. Л., 1985.
- Шекспир и русская литература XIX века. Л., 1988.
- Вильям Рольстон — пропагандист русской литературы и фольклора. СПб., 1994 (в соавт. с М. П. Алексеевым)

Статьи
- «Некрасов в Англии и Америке (критико-библиографические заметки)» (1947);
- «Неосуществленный исторический роман Тургенева» (1960);
- Об исторической эволюции принципов перевода (к истории переводческой мысли в России) // Международные связи русской литературы, М. — Л., 1963;
- Английская просветительская журналистика в русской литературе XVIII века // Эпоха Просвещения, Л., 1967;
- Tolstoy, Shakespeare and Russian writers of the 1860 // Oxford Slavonic papers, 1968, new series, v. 1;
- Английская поэзия и литература русского сентиментализма // От классицизма к романтизму. Л., 1970;
- М. П. Вронченко и его переводы из Мицкевича // Славянские литературы: VII Междунар. съезд славистов. Варшава, авг. 1973. Доклады советской делегации. М., 1973;
- Некоторые вопросы шекспиризма Пушкина // Пушкин: исследования и материалы. Т. VII. Пушкин и мировая литература. М.-Л., 1974. С. 59—85.
- Шекспировские герои у Достоевского // Грузинская шекспириана. — Тбилиси, 1975. — Т. 4. — С. 209—230.
- Перевод и бытие литературы // Вопросы литературы, 1979. № 2;
- К вопросу о переводной множественности // Классическое наследие и современность. Л., 1981;
- The Russian Burns: The reception of Robert Burns in pre-revolutionary and Soviet times // Scottish Slavonic Review. 1985. № 5;
- К вопросу об источниках рассказа Н. С. Лескова «Левша» // Исследования по древней и новой литературе. Л., 1987;
- Translations of Henry Fielding’s Works in eighteenth-century Russia // Slavonic and East European Review. 1990. V. 68;
- Начало 1760 — середина 1780-х гг.: Просветительство // История русской переводной художественной литературы: Древняя Русь. XVIII в. Т. I. Проза. СПб., 1995;
- Известность Сэмюэла Джонсона в России XVIII в. // Карамзинский сборник: национальные традиции и европеизм в русской культуре. Ульяновск, 1999;
- Russland [Шекспир в России] // Shakespeare-Handbuch: Die Zeit — Der Mensch — Das Werk — Die Nachwelt. Hrsg. von Ina Schabert. Stuttgart , 2000;
- В. М. Жирмунский — теоретик и историк литературы // Язык, литература, эпос (к 100-летию со дня рождения акад. В. М. Жирмунского). СПб., 2001;
- Русский гамлетизм // Вожди умов и моды. Чужое имя как наследуемая модель жизни. СПб., 2003;
- В лондонском салоне О. А. Новиковой // Ежегодник РО ПД на 2005-06 гг. СПб., 2009 (совм. с М. П. Алексеевым);
- Шекспир и русские крылатые слова // Русская судьба крылатых слов. СПб., 2010.

Составление
- Михайлов М. Л. Собрание стихотворений. Л., 1953 (Библиотека поэта. Большая серия);
- Русские писатели о языке (XVIII—XX вв.) (1954, совм. с Б. В. Томашевским)
- Русские писатели о переводе. XVIII—XX вв. (1960, совм. с А. В. Федоровым)

Переводы
- Свифт Дж. Битва книг / пер. с англ.: Ю. Д. Левин // Корабли мысли / сост. В. В. Кунин. — М.: Книга, 1980.

## Награды
- Орден Отечественной войны I степени.
- Орден Отечественной войны II степени.
- Медаль «За оборону Ленинграда».
- Медаль «За боевые заслуги».
- Почётный диплом Законодательного Собрания Санкт-Петербурга (20 апреля 2005 года) — за большой личный вклад в развитие культуры и литературы в Санкт-Петербурге и в связи с 85-летием со дня рождения[4].